# Dr. Gar el Hama
Dr. Gar el Hama er en dansk stum kriminalfilm film fra 1911 produceret af Nordisk Films Kompagni og instrueret af Eduard Schnedler-Sørensen efter manuskript af Ludwig Landmann. Dette er den første af Gar el Hama-filmene med Aage Hertel som hovedrolleindehaver og skurk. 
Filmen havde dansk premiere den 16. november 1911 i Panoptikon Teatret. Filmen blev i tysktalende lande distribueret som  Dr. Gar el Hama, der Orientale og i engelsktalende lande som A dead man's child.

## Handling
Grev Wolffhagen testamenterer sin formue til datteren Edith og dennes forlovede, Baron von Sternberg. I al hemmelighed lover han sin ven, den skumle pengeudlåner Pendleton, at han bliver universalarving, i fald Edith og von Sternberg dør barnløse. Da et fatalt fald resulterer i grevens pludselige død, bliver Pendleton pengegrisk og utålmodig. Han tilkalder den orientalske forbryder, Dr. Gar el Hama, der skal hjælpe ham med at skaffe Edith af vejen.

## Medvirkende
- Henry Seemann - Baron von Sternberg, Ediths kæreste
- Aage Hertel - Dr. Gar el Hama
- Carl Johan Lundkvist - Grev Wolffhagen
- Edith Buemann - Edith, grevens datter
- Otto Lagoni - Pendleton, grevens ven, pengeudlåner
- Einar Zangenberg - Detektiv Newton
- Frederik Jacobsen - En gammel tjener
- Carl Alstrup
- Elith Pio
- Svend Bille
- H.C. Nielsen
- Carl Petersen